# Phường
Een phường is een bestuurseenheid op het derde, laagste niveau in Vietnam. Een phường is een onderdeel van een Vietnamese stad. In totaal zijn er in Vietnam 1327 phườngs, waarvan zich er 259 in Ho Chi Minhstad bevinden en 147 in Hanoi. Een phường is te vergelijken met een ward.